# Ветий Агорий Претекстат
Вижте пояснителната страница за други личности с името Ветий Агорий.
Ветий Агорий Претекстат (на латински: Vettius Agorius Praetextatus; * 320; † 384) е сенатор на късната Римска империя и заедно с Квинт Аврелий Симах и Вирий Никомах Флавиан е от най-влиятелните нехристиянски езичнически аристократи през късния 4 век.
Произлиза от фамилията Ветии, която заема от времето на Константин Велики високи държавни постове и е роден вероятно в Рим. Син или внук е вероятно на Гай Ветий Косиний Руфин (консул 316 г.). Роднина е с Ветий Агорий Василий Маворций (консул 527 г.).
От 362 до 364 г. Агорий е проконсул на Ахая, а през 367 г. император Валентиниан I го прави управител на Рим (Praefectus Urbi). Отнася се неутрално към езичниците и християните. Превежда гръцки текстове на латински и провежда строителна дейност в Рим.
През 384 г. става преториански префект на Италия, Илирия и Африка (praefectus praetorio Italiae, Illyrici et Africae), което е една от най-важните цивилни позиции на късната Римска империя. Следващата година той трябва да бъде консул, но умира през есента на 384 г. На неговото място консул става генерал Бавтон.
Съпругата му Акония Фабия Павлина, дъщеря на Фабий Аконий Катулин Филоматий, с която е бил женен от 344 г., пише за него поема и умира през 385 г. Името на тяхното дете е неизвестно, но то поставя надпис.
Претекстат и Павлина имали две къщи, едната се намирала на Есквилин, а другата на Авентин. Претекстат е в кръга на Симах и получава статуя на Римски форум.